# Sabellacheres aenigmatopygus
Sabellacheres aenigmatopygus is een eenoogkreeftjessoort uit de familie van de Gastrodelphyidae. De wetenschappelijke naam van de soort is voor het eerst geldig gepubliceerd in 1971 door Carton.